# 赵成大
赵成大（1927年—），男，吉林怀德人，中国物理化学家，曾任东北师范大学化学系系主任、教授，中国化学会理事。